# Liste der Biografien/Brug
Liste der Biografien |
Portal Biografien |
Personensuche
# |
A |
B |
C |
D |
E |
F |
G |
H |
I |
J |
K |
L |
M |
N |
O |
P |
Q |
R |
S |
T |
U |
V |
W |
X |
Y |
Z |
?
 
Ba |
Be |
Bd |
Bg |
Bh |
Bi |
Bj |
Bl |
Bm |
Bn |
Bo |
Br |
Bs |
Bu |
Bw |
By |
Bz
 
Bra |
Brc |
Brd |
Bre |
Brg |
Bri |
Brj |
Brk |
Brl |
Brn |
Bro |
Brp–Brt |
Bru |
Brv |
Bry |
Brz
 
Brua |
Brub |
Bruc |
Brud |
Brue |
Bruf |
Brug |
Bruh |
Brui |
Bruj |
Bruk |
Brul |
Brum |
Brun |
Brup |
Brur |
Brus |
Brut |
Bruu |
Bruv |
Bruw |
Brux |
Bruy |
Bruz
Die Liste der Biografien führt alle Personen auf, die in der deutschsprachigen Wikipedia einen Artikel haben. Dieses ist eine Teilliste mit 265 Einträgen von Personen, deren Namen mit den Buchstaben „Brug“ beginnt.

## Brug
- Brug, Erwin (* 1938), deutscher Unfall- und Handchirurg, emeritierter Hochschullehrer
- Brug, Gudrun (* 1949), deutsche Schriftstellerin
- Brug, Karl von (1855–1923), bayerischer General der Infanterie

### Bruga
- Brugada, Josep (* 1958), spanischer Kardiologe
- Brugada, Pedro (* 1952), spanischer Kardiologe
- Brugada, Ramon (* 1966), spanischer Kardiologe

### Bruge
- Brugel, Amanda (* 1978), kanadische SchauspielerinAmanda Brugel (* 1978)

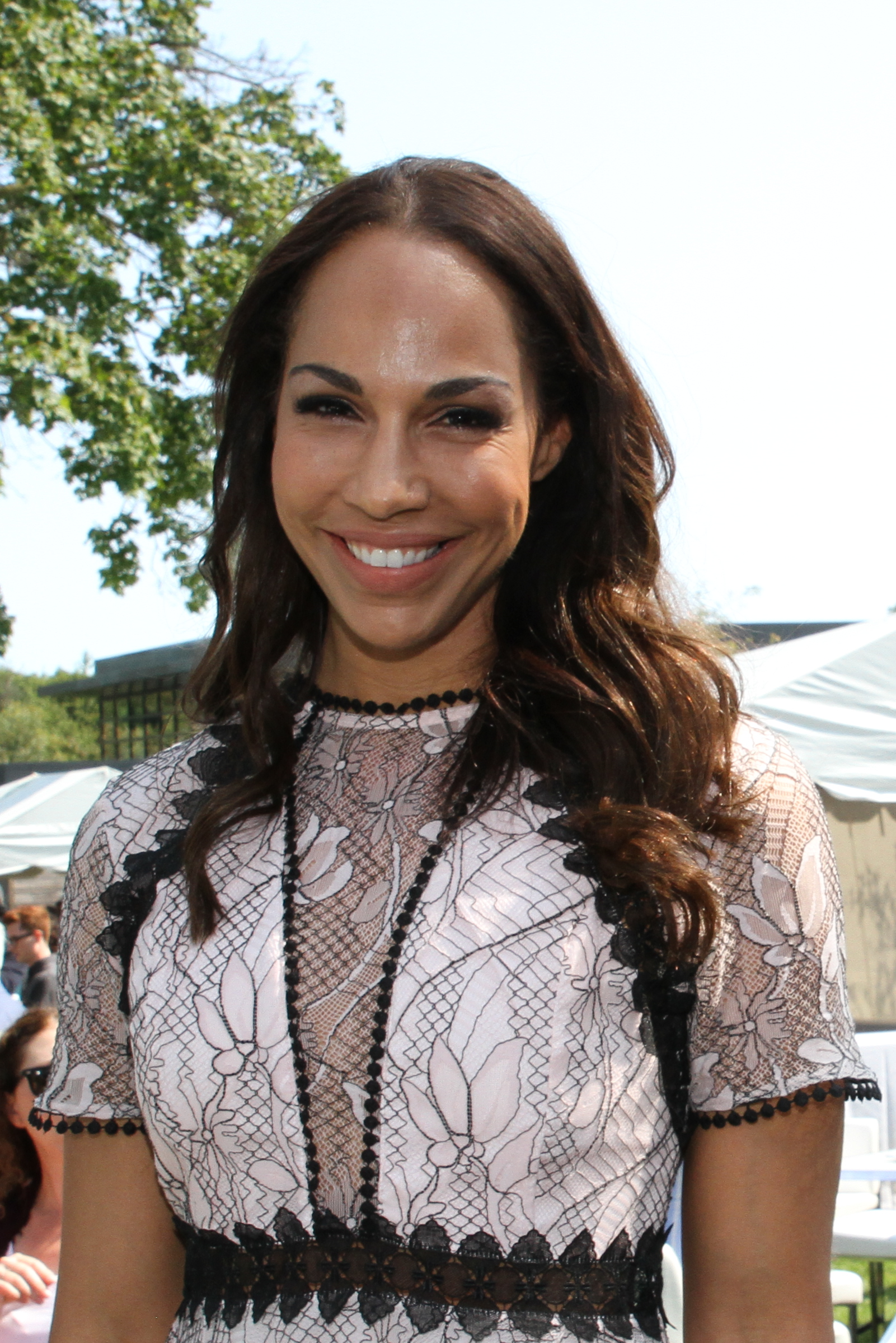
Amanda Brugel (* 1978)

- Brügel, Friedrich (1789–1863), Bürgermeister von Regensburg, Stadtgerichtsrat in Würzburg
- Brügel, Fritz (1897–1955), österreichisch-tschechoslowakischer Bibliothekar, Diplomat und Schriftsteller
- Brügel, Hans (1914–2009), deutscher Mediziner
- Brügel, Johann Wolfgang (1905–1986), tschechoslowakischer Jurist und Publizist
- Brügel, Ludwig (1866–1942), österreichischer Journalist und Historiker der österreichischen Arbeiterbewegung
- Brügel, Melanie (* 1965), deutsche Drehbuchautorin
- Brügel, Wolfgang (1883–1945), bayerischer Landtagsabgeordneter
- Brügel-Petrikat, Anita (1920–2000), deutsche Malerin
- Brügelmann, Asta (1893–1969), deutsche Frauenrechtlerin und Pazifistin
- Brügelmann, Carl Friedrich (1758–1824), Bürgermeister von Elberfeld
- Brügelmann, Hans (* 1946), deutscher Pädagoge
- Brügelmann, Hermann (1899–1972), deutscher Kommunalpolitiker
- Brügelmann, Jan (1921–2012), deutscher Unternehmer und Sportfunktionär sowie Kölner Kommunalpolitiker und KarnevalistJan Brügelmann (1921–2012)

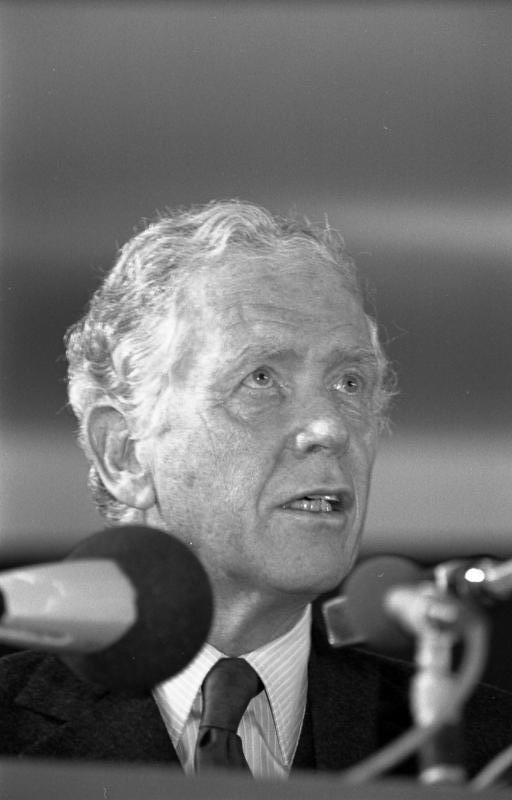
Jan Brügelmann (1921–2012)

- Brügelmann, Johann Gottfried († 1802), deutscher Industrieller
- Brügelmann, Johann Wilhelm († 1784), Bürgermeister in Elberfeld
- Brügelmann, Matthias (* 1972), deutscher Sportjournalist
- Brügelmann, Sophie (1775–1851), deutsche Unternehmerin
- Brüger, Emil Theodor (1827–1900), deutscher Jurist und Politiker
- Brüger, Karl von (1822–1905), deutscher Jurist
- Bruger, Paul (1872–1960), deutscher Lehrer, Kommunalpolitiker und Heimatforscher
- Brugerolles, Claude (1931–1978), französischer Radrennfahrer

### Brugg
- Bruggaier, Ludwig (1882–1970), deutscher katholischer Geistlicher
- Brügge, Albert von der († 1430), deutscher Kaufmann und Ratsherr
- Brügge, Bernd, deutscher Informatiker
- Brügge, Berthold (1909–1979), deutscher Hörfunkautor
- Brügge, David van der (1630–1688), deutscher Pädagoge und Bibliothekar
- Brugge, Jesper (* 1975), schwedischer Freestyle-Skisportler und Skirennläufer
- Brügge, Joachim (* 1958), deutscher Musikwissenschaftler
- Brugge, Joan (* 1949), amerikanische Krebsforscherin
- Brügge, Johann von († 1512), 2. Earl of Winchester, Fürst von Steenhuise, Herr von Gruuthuse
- Brügge, Jörg (* 1960), deutscher Volleyballspieler
- Brügge, Peter (1928–2019), deutscher Journalist
- Brugge, Pieter Jan (* 1955), niederländischer Filmproduzent
- Brüggeboes, Wilhelm (1919–1967), deutscher Theologe und Autor
- Brüggebors, Traute (* 1942), deutsche Lehrerin und Autorin
- Bruggeman, Annefleur (* 1997), niederländische Handballspielerin
- Bruggeman, Dirk Anton George (1888–1945), niederländischer Physiker
- Bruggeman, Molly (* 1992), US-amerikanische Ruderin
- Bruggeman, Prosper (1870–1939), belgischer Ruderer
- Brüggemann, Alfred (1873–1944), deutscher Kapellmeister, Musikjournalist, Übersetzer und Komponist
- Brüggemann, Alfred (1882–1971), deutscher HNO-Arzt sowie Hochschullehrer
- Brüggemann, Anna (* 1981), deutsche Schauspielerin und DrehbuchautorinAnna Brüggemann (* 1981)

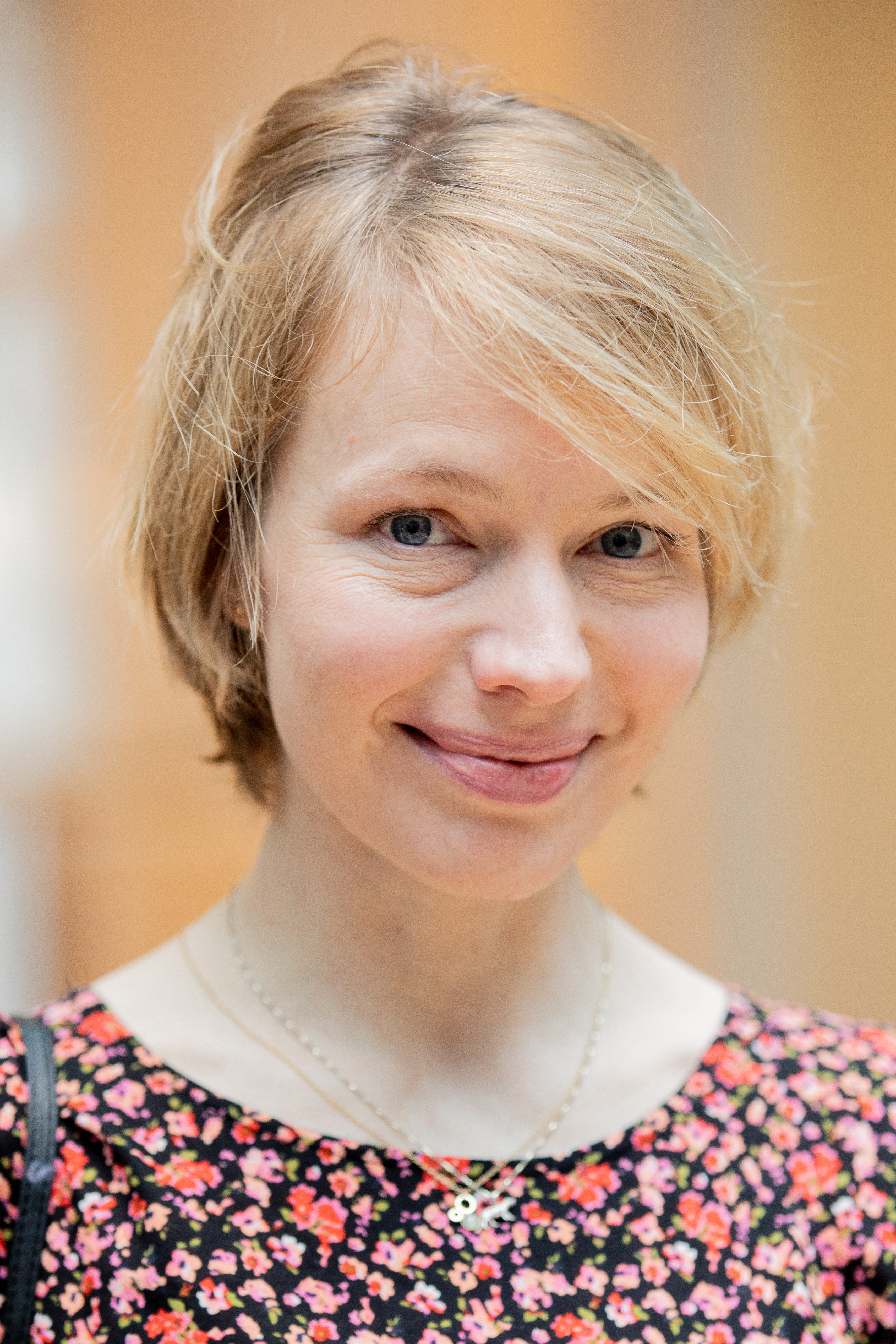
Anna Brüggemann (* 1981)

- Brüggemann, Axel (* 1971), deutscher Musikjournalist und Publizist
- Brüggemann, Christoph (* 1978), deutscher Schauspieler
- Brüggemann, Claus, deutscher American-Football-Trainer und -Spieler
- Brüggemann, Detlev (* 1939), deutscher Fußballtrainer und Sachbuchautor
- Brüggemann, Dieter (* 1953), deutscher Eishockeyspieler
- Brüggemann, Diethelm (1934–2015), deutscher Germanist
- Brüggemann, Dietrich (* 1976), deutscher Filmregisseur, Drehbuchautor und Musiker
- Brüggemann, Erich (1928–2019), deutscher Künstler
- Brüggemann, Ewald (1918–2008), deutscher Politiker (CDU), MdL
- Brüggemann, Friedrich Adolph (1797–1878), deutscher Unternehmer und Versicherungsagent sowie Gründer der Aachener Rückversicherungsgesellschaft
- Brüggemann, Fritz (1876–1945), deutscher Literaturhistoriker und Germanist
- Brüggemann, Gert-Peter (* 1952), deutscher Sportwissenschaftler, Hochschullehrer
- Brüggemann, Hans, deutscher Bildhauer und Bildschnitzer
- Brüggemann, Heinrich (1924–1996), deutscher Politiker (CDU), MdL
- Brüggemann, Hermann (1822–1894), deutscher Landschaftsmaler der Romantik
- Brüggemann, Ilka (* 1968), deutsche Journalistin, Radiomoderatorin und niederdeutsche Autorin
- Brüggemann, Jens (* 1968), deutscher Fotograf
- Brüggemann, Johann Wilhelm (1786–1866), deutscher Landschaftsmaler und Zeichenlehrer
- Brüggemann, Johannes (1907–1982), deutscher Tierarzt und Hochschullehrer
- Brüggemann, Jörn (* 1975), deutscher Germanist und Hochschullehrer
- Brüggemann, Joseph (1879–1946), deutscher Gymnasialschulleiter und Schulautor
- Brüggemann, Karl (1896–1977), deutscher Politiker der CDU
- Brüggemann, Karl Heinrich (1810–1887), deutscher Journalist und Burschenschafter
- Brüggemann, Karsten (* 1965), deutscher Historiker und Hochschullehrer an der Universität TallinnKarsten Brüggemann (* 1965)

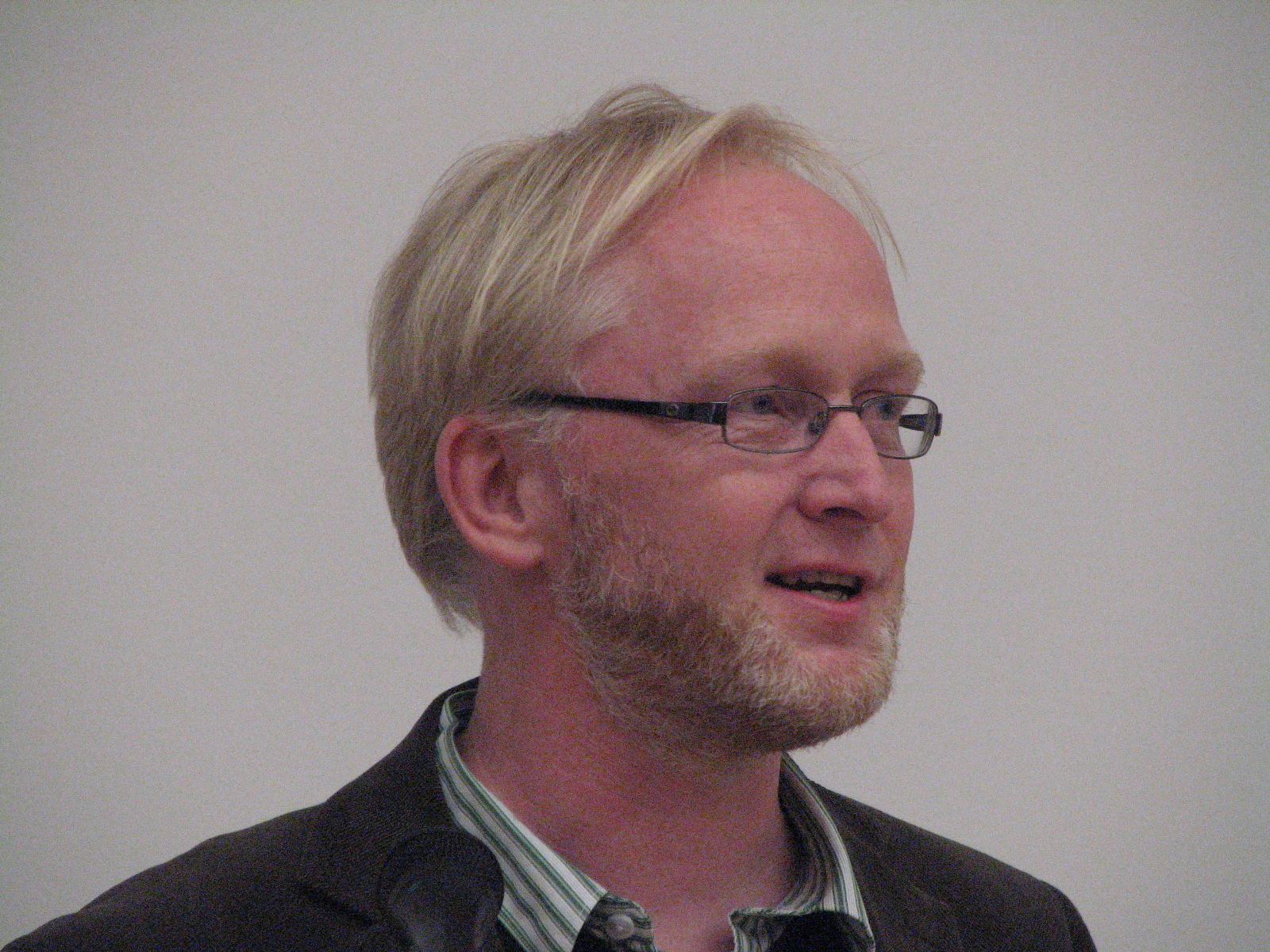
Karsten Brüggemann (* 1965)

- Brüggemann, Klaus (* 1959), deutscher Fußballmanager
- Brüggemann, Kurt (1908–2002), deutscher Komponist, Dirigent und Musikpädagoge
- Brüggemann, Kurt (* 1926), deutscher Fußballspieler
- Brüggemann, Lars (* 1976), deutscher Eishockeyspieler und -schiedsrichter
- Brüggemann, Lisa (* 1984), deutsche Kunstturnerin
- Brüggemann, Ludwig Wilhelm (1743–1817), deutscher evangelischer Geistlicher, Autor und Geograph
- Brüggemann, Michael, deutscher Kommunikationswissenschaftler und Hochschullehrer
- Brüggemann, Michael (1583–1654), deutscher evangelischer Theologe
- Brüggemann, Nina (* 1993), deutsche FußballspielerinNina Brüggemann (* 1993)

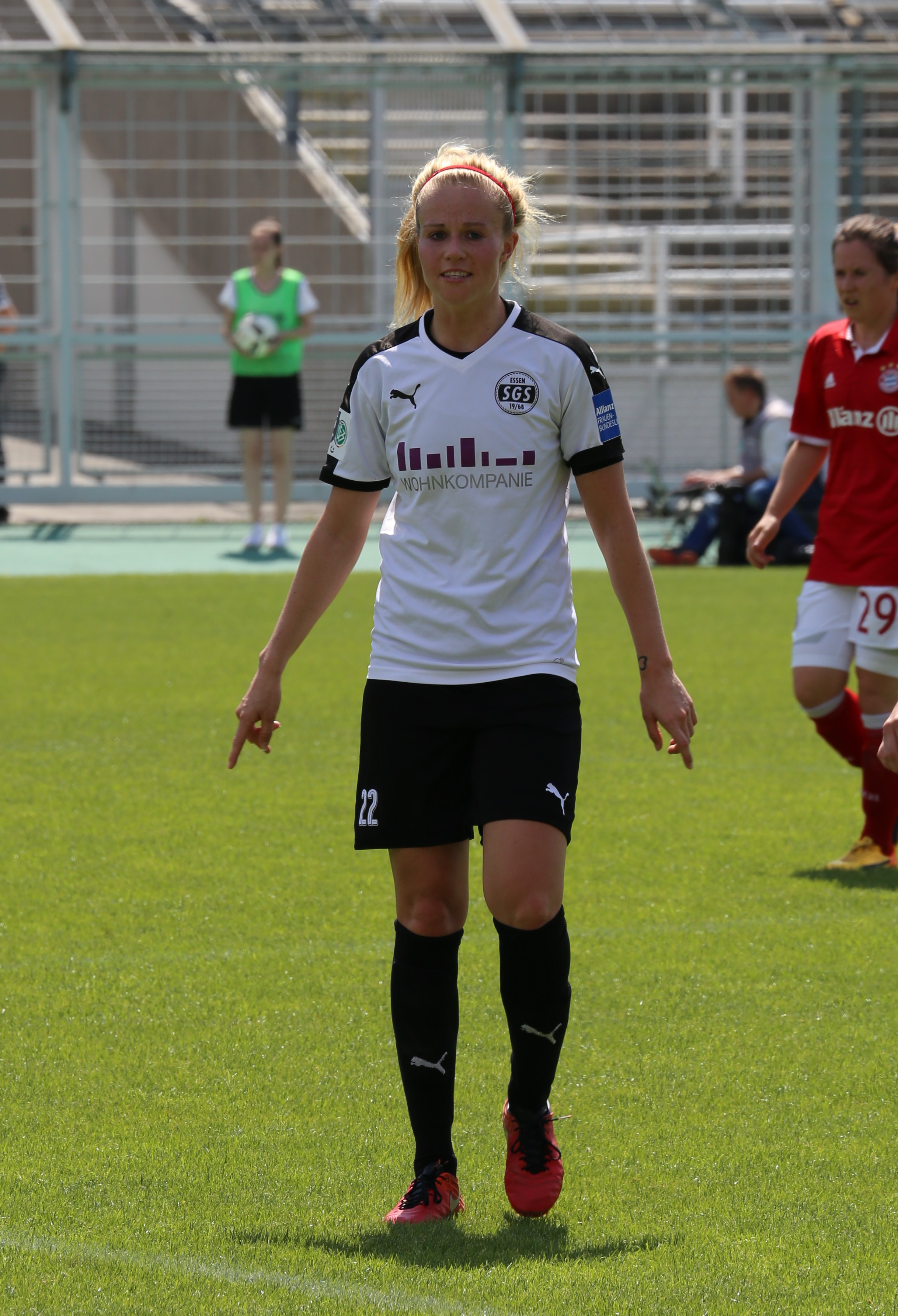
Nina Brüggemann (* 1993)

- Brüggemann, Oliver (* 1967), deutscher Chemiker und Professor für Chemie der Polymere
- Brüggemann, Otto (1600–1640), deutscher Kaufmann
- Brüggemann, Otto (1901–1968), deutscher Schauspieler
- Brüggemann, Peter (* 1945), deutscher Brigadegeneral des Heeres der Bundeswehr
- Brüggemann, Rudolf (1860–1942), deutscher Unternehmer
- Brüggemann, Theodor (1796–1866), deutscher Lehrer, preußischer Beamter und Politiker
- Brüggemann, Theodor (1921–2006), deutscher Literaturwissenschaftler und Kinder- und Jugendbuchexperte
- Brüggemann, Thomas (1957–2004), deutscher Psychologe und Wegbereiter der Zweiten Schwulenbewegung in Deutschland
- Brüggemann, Werner (1923–2011), deutscher Schauspieler und Schriftsteller
- Brüggemann, Werner (1936–1997), österreichischer Komponist und Musikdozent
- Brüggemann, Wolfgang (1926–2014), deutscher Pädagoge und Wissenschafts- und Bildungspolitiker (CDU), MdL
- Brüggemann-Breckwoldt, Antje (1941–2023), deutsche Keramikerin
- Brüggemann-Klein, Anne (* 1956), deutsche Informatikerin und Professorin für Angewandte Informatik an der Technischen Universität München
- Brüggemeier, Franz-Josef (* 1951), deutscher Historiker
- Brüggemeier, Gert (* 1944), deutscher Jurist
- Brüggemeyer, Maik (* 1976), deutscher Journalist, Kritiker, Übersetzer und Autor
- Brüggen, Alexander Friedrich von der (1792–1859), russischer Oberst und Dekabrist
- Brüggen, Alfred (1929–2020), deutscher Fußballspieler
- Bruggen, Carry van (1881–1932), niederländische Schriftstellerin
- Bruggen, Coosje van (1942–2009), niederländisch-amerikanische Künstlerin und Kunsthistorikerin
- Brüggen, Diedrich von der (1771–1836), kurländischer Landrat
- Brüggen, Eberhard Philipp von der († 1727), Landmarschall des Herzogtums Kurland und Semgallen
- Brüggen, Eduard Alexander von der (1822–1896), Landmarschall des Herzogtums Kurland und Semgallen
- Brüggen, Elke (* 1956), deutsche Germanistin und Kultur- und Literaturwissenschaftlerin
- Brüggen, Ernst Carl von der (1840–1903), deutschbaltischer politischer Autor
- Brüggen, Ernst Heinrich von der (1794–1863), russischer Generalleutnant
- Brüggen, Ernst von der (1639–1713), Landhofmeister und Kanzler des Herzogtums Kurland und Semgallen
- Brüggen, Frans (1934–2014), niederländischer Dirigent und Flötist
- Brüggen, Friedhelm (* 1949), deutscher Erziehungswissenschaftler
- Brüggen, Georg (* 1958), deutscher Rechtsanwalt und Ministerialbeamter
- Brüggen, Johannes (1887–1953), deutscher Geologe und chilenischer Hochschullehrer
- Brüggen, Wilhelm ter († 1904), deutsch-brasilianischer Söldner, Journalist und Diplomat, Vorkämpfer des Deutschtums im Süden Brasiliens
- Bruggencate, Paul ten (1901–1961), deutscher Astronom
- Brüggenei, Hermann von († 1549), Landmeister von Livland (1535–1549)
- Brüggenolte, Matthias (* 1979), deutscher Schauspieler
- Brüggenthies, Stephan (* 1968), deutscher Autor, Filmemacher und Filmkomponist
- Brüggenwirth, Wilhelm (1899–1981), deutscher Kommunalpolitiker
- Brügger Meister von 1499, Maler der altniederländischen Schule
- Brugger, Agnieszka (* 1985), deutsche Politikerin (Bündnis 90/Die Grünen), MdBAgnieszka Brugger (* 1985)

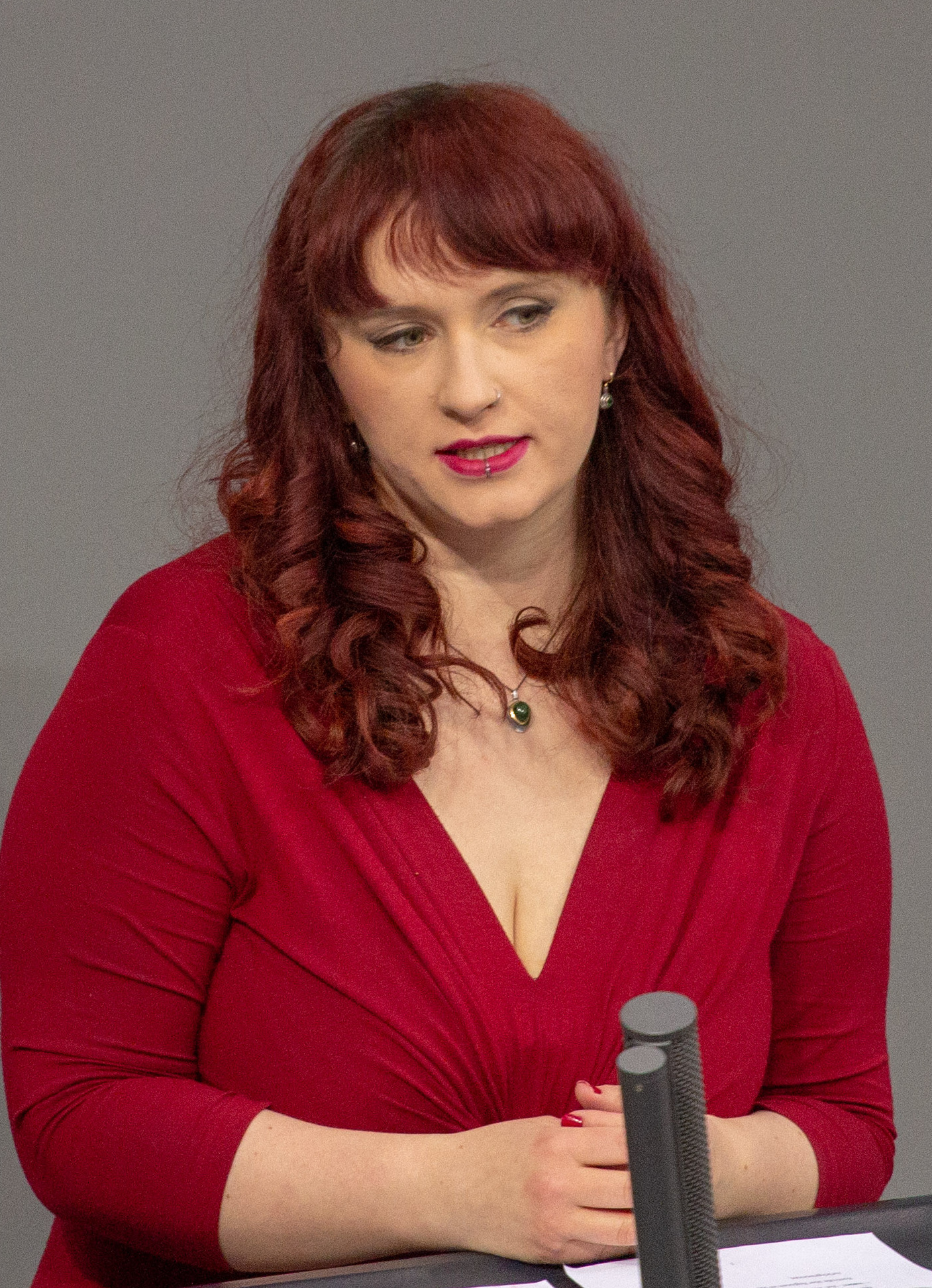
Agnieszka Brugger (* 1985)

- Brügger, Alice (1896–1988), Schweizer Lehrerin und Übersetzerin
- Brugger, Alois (1881–1945), deutscher römisch-katholischer Geistlicher und Märtyrer
- Brügger, Alois (1920–2001), Schweizer Arzt
- Brugger, Andreas (1737–1812), deutscher Maler
- Brugger, Andreas (* 1954), österreichischer Politiker (FRITZ), Landtagsabgeordneter in Tirol
- Brugger, Anja (* 1992), deutsche Handballspielerin
- Brugger, Anton (1911–1943), österreichischer Kriegsdienstverweigerer, NS-Opfer
- Brugger, Anton (1912–1999), österreichischer Politiker (ÖVP), Mitglied des Bundesrates
- Brügger, Arnold (1888–1975), Schweizer Maler
- Brugger, Bernd (* 1953), österreichischer Maschinenbauer und Politiker (FPÖ), Abgeordneter zum Nationalrat
- Brugger, Bernhard (* 1966), österreichischer Fußballschiedsrichter
- Brugger, Carl (1903–1944), Schweizer Psychiater und Eugeniker
- Brügger, Chris (* 1966), Schweizer Sachbuchautor, Unternehmer und Vortragsredner
- Brugger, Columban (1855–1905), Abt der Benediktinerabtei Einsiedeln
- Brügger, Cyrill (1938–2025), Schweizer Politiker (SP)
- Brugger, Elena (* 1997), deutsche Ringerin
- Brugger, Elisabeth (* 1954), Erwachsenenbildnerin und Bildungswissenschafterin
- Brugger, Ernst (1914–1998), Schweizer Politiker (FDP)
- Brugger, Erwin (1920–1987), deutscher Oberstudiendirektor und hohenzollerischer Landespolitiker
- Brugger, Friedrich (1815–1870), deutscher Bildhauer
- Brügger, Friedrich (1854–1930), Schweizer Korpskommandant
- Brügger, Gerhard (* 1953), Chef der Schweizerischen Delegation in der Neutralen Waffenstillstands-Überwachungskommission in Korea
- Brugger, Hans (1898–1946), österreichischer Politiker und Rechtsanwalt
- Brugger, Hans (1905–1995), Schweizer Volkswirt
- Brugger, Hans-Rudi (* 1980), italienischer Fußballspieler (Südtirol)
- Brugger, Hazel (* 1993), Schweizer Stand-up-Comedian, Kabarettistin, Moderatorin, Bloggerin, Autorin und Slam-PoetinHazel Brugger (* 1993)

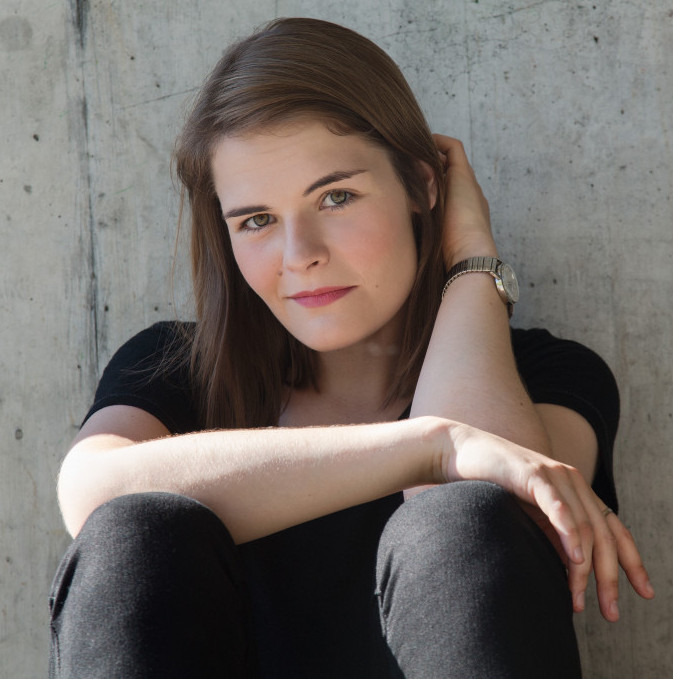
Hazel Brugger (* 1993)

- Brügger, Heinrich (1895–1976), deutscher Mediziner
- Brügger, Imke (* 1967), deutsche Schauspielerin
- Brugger, Ingried (* 1960), österreichische Museumsleiterin
- Brügger, Irene (* 1979), Schweizer Musikerin und Schauspielerin
- Brugger, Janosch (* 1997), deutscher Skilangläufer
- Brugger, Josef (1953–2022), österreichischer Politiker (Grüne), Landtagsabgeordneter in Tirol
- Brugger, Josef Dominik Karl (1796–1865), deutscher Lehrer, deutschkatholischer Priester und Sprachschützer
- Brugger, Karl (1942–1984), deutscher Auslandskorrespondent der ARD (Erstes Deutsches Fernsehen) und Autor
- Brügger, Katja (* 1959), deutsche Schauspielerin, Hörspiel- und Synchronsprecherin
- Brugger, Katrin (* 1974), österreichische Politikerin (ÖVP)
- Brugger, Kurt (* 1969), italienischer Rennrodler und Bergsteiger
- Brügger, Mads (* 1972), dänischer investigativer Filmemacher und Fernsehjournalist
- Brügger, Margret (1927–2020), deutsche Schriftstellerin
- Brugger, Marie (* 1860), deutsche Schriftstellerin
- Brugger, Martin (* 1982), österreichischer Skeletonpilot
- Brugger, Martin, deutscher Fusionmusiker und Musikproduzent
- Brugger, Mathias (* 1992), deutscher Leichtathlet
- Brügger, Michael (1961–2009), deutscher Bodybuilder und Kraftsportler
- Brügger, Monica (* 1932), Schweizer Architektin
- Brugger, Nathalie (* 1985), Schweizer Seglerin
- Brugger, Peter (1920–1986), italienischer Politiker (SVP) und Senator (Südtirol)
- Brugger, Peter (* 1957), Schweizer Neuropsychologe
- Brugger, Peter (* 1972), deutscher Musiker, Sänger und Gitarrist der Band Sportfreunde StillerPeter Brugger (* 1972)

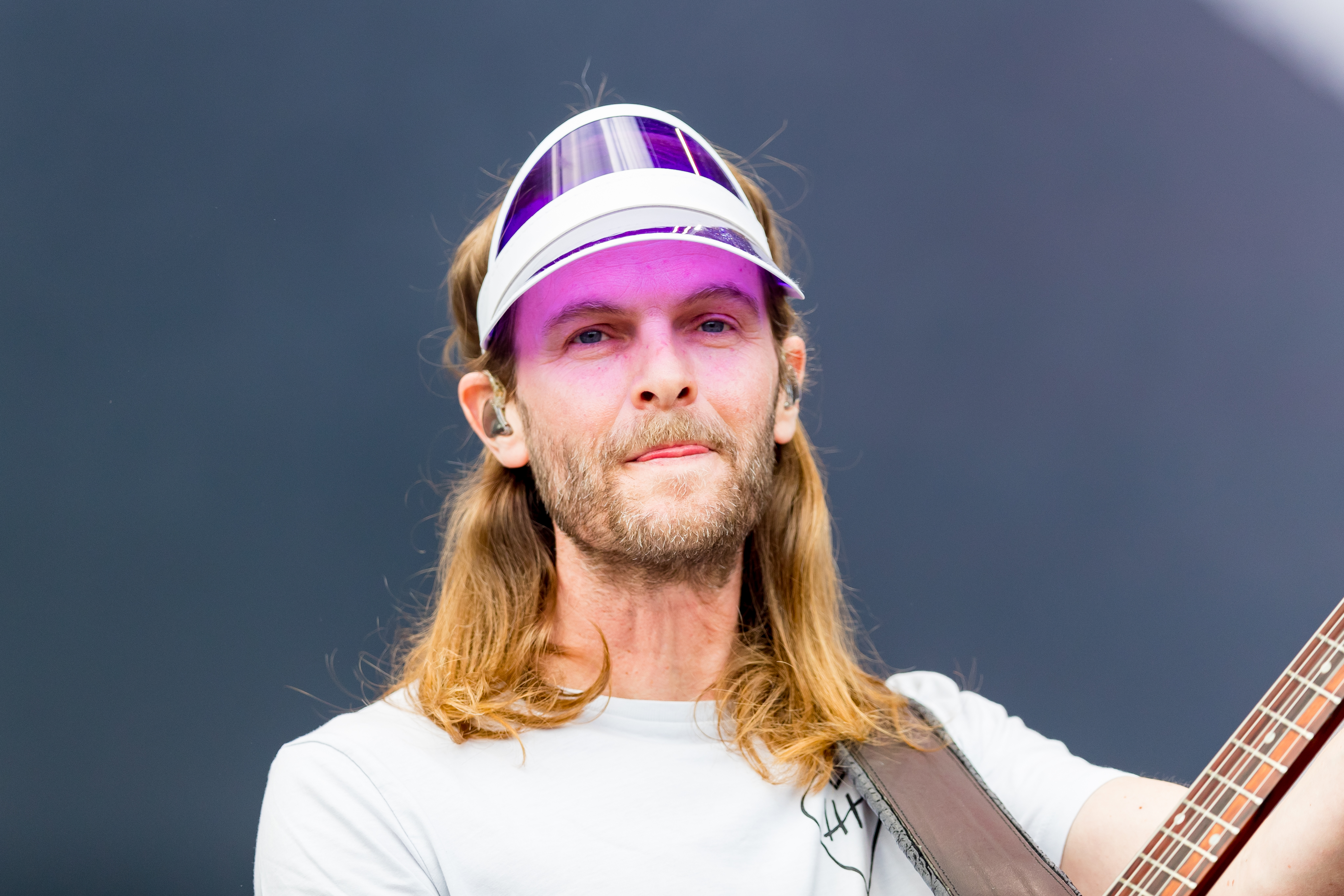
Peter Brugger (* 1972)

- Brugger, Philipp (1865–1943), deutscher Verwaltungsjurist
- Brugger, Rudolf (1862–1930), deutscher Sanitätsoffizier
- Brugger, Siegfried (* 1953), italienischer Rechtsanwalt und Politiker (Südtirol)
- Brugger, Ulrich (* 1947), deutscher Langstreckenläufer
- Brugger, Walter (1904–1990), deutscher Ordensgeistlicher und Philosoph
- Brugger, Walter (* 1928), deutscher Theologe und Autor
- Brugger, Walter (* 1954), österreichischer Jurist und Fachbuchautor
- Brugger, Winfried (1950–2010), deutscher Rechtswissenschaftler
- Brugger, Wini (* 1961), österreichischer Koch
- Brugger, Wolfram, deutscher Internist und Universitätsprofessor
- Brugger, Yannick (* 2001), deutscher Fußballspieler
- Brugghen van Croy, Johanna Carolina Constantia Wilhelmina van der (1795–1873), niederländische Stifterin
- Brugghen, Hendrick ter (1588–1629), niederländischer Barockmaler
- Brugghen, Justinus van der (1804–1863), niederländischer Staatsmann
- Bruggink, Arnold (* 1977), niederländischer Fußballspieler
- Bruggink, Donald J. (* 1929), US-amerikanischer reformierter Theologe
- Bruggink, Gert-Jan (* 1981), niederländischer Springreiter
- Bruggisser, Anton (1835–1905), Schweizer Arzt und Politiker
- Bruggisser, Johann Peter (1806–1870), Schweizer Politiker und Richter, Tagsatzungsgesandter
- Bruggisser, Kaspar Leonz (1807–1848), Schweizer Jurist und Politiker
- Bruggisser, Marcel (* 1968), Schweizer Arzt und Politiker
- Bruggisser, Philippe (* 1948), Schweizer Manager
- Bruggisser, Philippe (1955–2014), Schweizer Klassischer Philologe (Latinist)
- Bruggisser, Phillip (* 1991), dänischer Eishockeyspieler
- Brüggler, Anja (* 1989), österreichische Naturbahnrodlerin
- Brüggler, Marion (* 1973), deutsche Archäologin
- Brüggler, Rupert (* 1990), österreichischer Naturbahnrodler
- Bruggmann, Alfred (1896–1958), Schweizer Autor, Elektrotechniker, Unternehmensjournalist und Politiker
- Bruggmann, Alfred (1922–2006), Schweizer Kabarettist, Drehbuchautor, Regisseur und Produzent
- Bruggmann, Edmund (1943–2014), Schweizer Skirennläufer
- Bruggmann, Heidi (1936–2017), Schweizer Akkordeonistin und Komponistin
- Brüggmann, Holger (* 1956), deutscher Fußballspieler
- Bruggmann, Jürg (* 1960), Schweizer Radrennfahrer
- Bruggmann, Karl (1935–2022), Schweizer Ringer
- Bruggmann, Lisel (1900–1973), Schweizer Kommunistin

### Brugh
- Brugha, Caitlín (1879–1959), irische Politikerin
- Brugha, Cathal (1874–1922), irischer Revolutionär und PolitikerCathal Brugha (1874–1922)

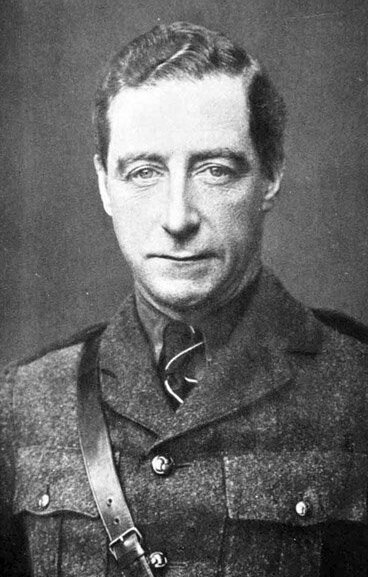
Cathal Brugha (1874–1922)

- Brugha, Ruairí (1917–2006), irischer Politiker, MdEP

### Brugi
- Brugiroux, André (* 1937), französischer Globetrotter und Schriftsteller

### Brugl
- Bruglachner, Josef, deutscher Fußballspieler

### Brugm
- Brugman, Alyssa (* 1974), australische Schriftstellerin
- Brugman, Gastón (* 1992), uruguayischer Fußballspieler
- Brügman, Heinrich Leonhard (1832–1893), deutscher Industrieller und Brauereigründer
- Brugman, Johannes († 1473), niederländischer Franziskaner, Volksprediger und Schriftsteller
- Brügman, Karl (1866–1946), preußischer Verwaltungsbeamter und Landrat
- Brugman, Mathias (1811–1868), puerto-ricanischer Aufständischer
- Brugman, Til (1888–1958), niederländische Schriftstellerin
- Brugman-de Vries, Janny (1918–2006), niederländische Bildhauerin
- Brügmann, Arnold (1912–1995), deutscher Historiker und Archivar
- Brügmann, Cord (* 1970), deutscher Jurist und Historiker
- Brügmann, Felix (* 1992), deutscher Fußballspieler
- Brügmann, Florian (* 1991), deutscher Fußballspieler
- Brugmann, Gerhard (1930–2023), deutscher Offizier
- Brügmann, Henry (* 1933), deutscher Gewerkschafter und Politiker (SPD), MdHB
- Brügmann, Holger (* 1960), deutscher Fußballspieler
- Brügmann, Johann Arnold Caspar, deutscher Politiker und Bürgermeister der Stadt Dortmund
- Brugmann, Karl (1849–1919), deutscher Indogermanist und Sprachwissenschaftler
- Brugmann, Walter (1887–1944), deutscher Architekt und Stadtbaurat in Nürnberg
- Brügmann, Walther (1884–1945), deutscher Schauspieler, Sänger und Regisseur
- Brügmann, Wilhelm (1788–1854), deutscher Verwaltungsjurist und Unternehmer, Bürgermeister der Stadt Dortmund
- Brügmann, Wilhelm (1851–1926), deutscher Ingenieur, Unternehmer, Manager und Kommunalpolitiker
- Brügmann-Eberhardt, Lotte (1921–2018), deutsche Schriftstellerin
- Brugmans, Anton (1732–1789), niederländischer Physiker
- Brugmans, Hendrik (1906–1997), niederländischer Romanist und Politiker
- Brugmans, Sebald Justinus (1763–1819), niederländischer Botaniker und Mediziner

### Brugn
- Brugna, Walter (* 1965), italienischer Radrennfahrer
- Brugnak, Oskar (1875–1928), österreichischer Politiker (SDAP), MdL (Burgenland)
- Brugnaro, Francesco Giovanni (* 1943), italienischer Geistlicher, emeritierter römisch-katholischer Erzbischof von Camerino-San Severino Marche
- Brugnaro, Luigi (* 1961), italienischer Unternehmer und PolitikerLuigi Brugnaro (* 1961)

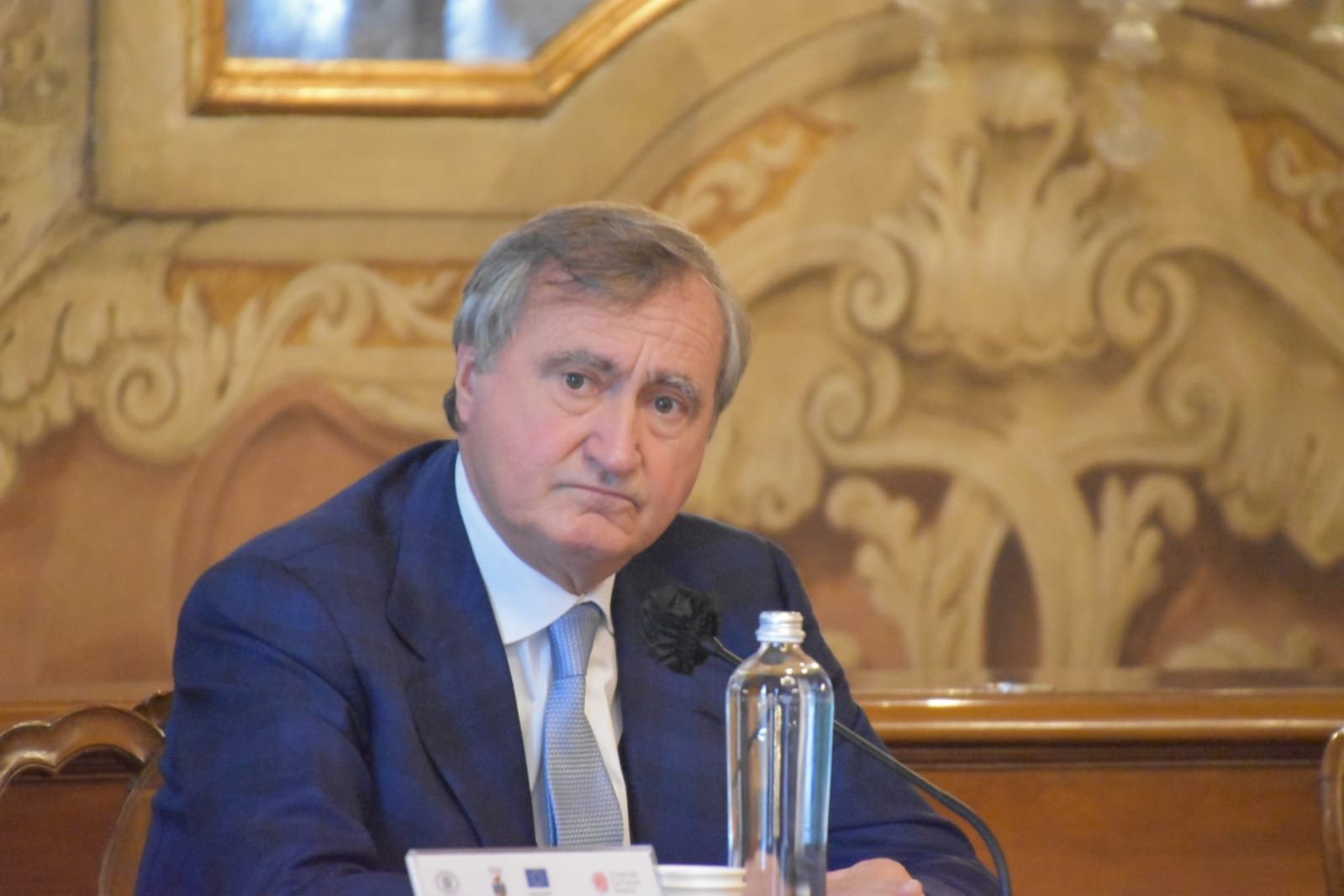
Luigi Brugnaro (* 1961)

- Brugnatelli, Luigi Valentino (1761–1818), italienischer Chemiker
- Brügner, Gunnar (* 1967), deutscher Offizier, Brigadegeneral des Heeres
- Brugnera, Mario (* 1946), italienischer Fußballspieler
- Brugnetti, Ivano (* 1976), italienischer Geher
- Brugnola, Gildo (1890–1960), italienischer römisch-katholischer Geistlicher
- Brugnoli, Amalia (1802–1892), italienische Tänzerin
- Brugnolini, Sandro (1931–2020), italienischer Jazz- und Fusionmusiker (Saxophon) und Filmkomponist
- Brugnon, Jacques (1895–1978), französischer Tennisspieler
- Brugnone, Flavie (* 2003), französische Tennisspielerin
- Brugnotto, Giuliano (* 1963), italienischer römisch-katholischer Geistlicher und Bischof von Vicenza

### Brugs
- Brugsch, Emil (1842–1930), deutscher Ägyptologe
- Brugsch, Heinrich (1827–1894), deutscher Ägyptologe
- Brugsch, Theodor (1878–1963), deutscher Internist und Politiker, MdV
- Brugsma, Elisabeth (1887–1945), niederländische Psychiaterin und Widerstandskämpferin

### Brugt
- Brugts, Esmee (* 2003), niederländische FußballspielerinEsmee Brugts (* 2003)

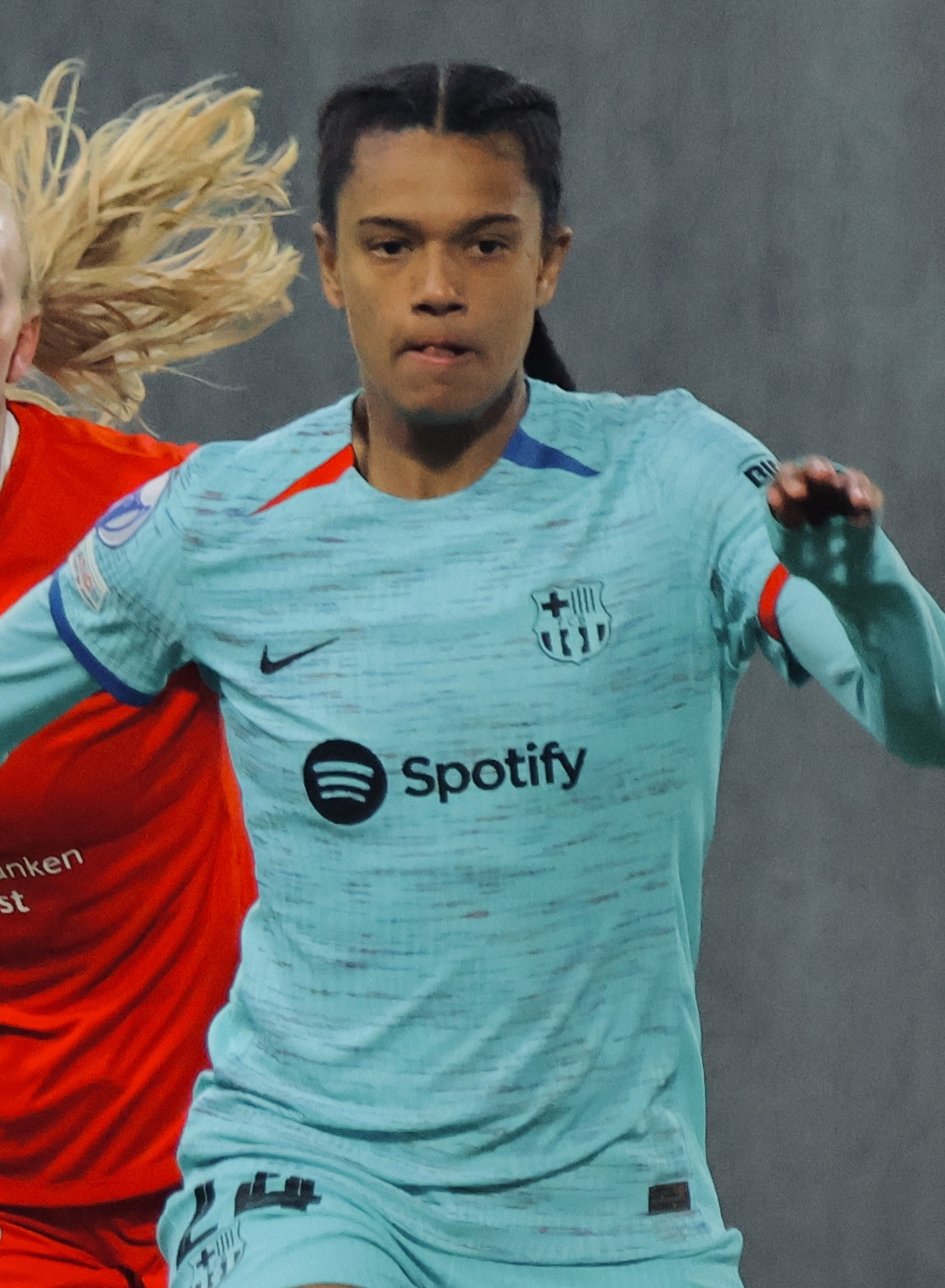
Esmee Brugts (* 2003)

### Brugu
- Bruguera, Sergi (* 1971), spanischer Tennisspieler
- Bruguera, Tania (* 1968), kubanische Künstlerin
- Brugués Davi, Arnau (* 1985), spanischer Tennisspieler
- Bruguès, Jean-Louis (* 1943), französischer Ordensgeistlicher, emeritierter Kurienerzbischof
- Bruguier, Georges (1884–1962), französischer Politiker
- Bruguière, Barthélemy (1792–1835), französischer Bischof der Pariser Mission in Korea und Siam
- Bruguière, Francis (1879–1945), US-amerikanischer Photograph
- Bruguière, Jean Pierre Joseph (1772–1813), französischer Divisionsgeneral
- Bruguière, Jean-Guillaume († 1798), französischer Naturforscher; Arzt; Konsul
- Bruguière, Jean-Louis (* 1943), französischer Ermittlungsrichter
- Bruguière, Jules (1851–1906), französischer Geistlicher und Missionar